# جاين ستافورد
جاين ستافورد (بالإنجليزية: Jane Stafford)‏ (و. 1899 – 1991 م) هي كيميائية، وصحفية أمريكية، كانت عضوةً في جمعية المراسلين في البيت الأبيض، توفيت عن عمر يناهز 92 عاماً.

## التعليم
تعلمت في كلية سميث.